# Reichssicherheitshauptamt

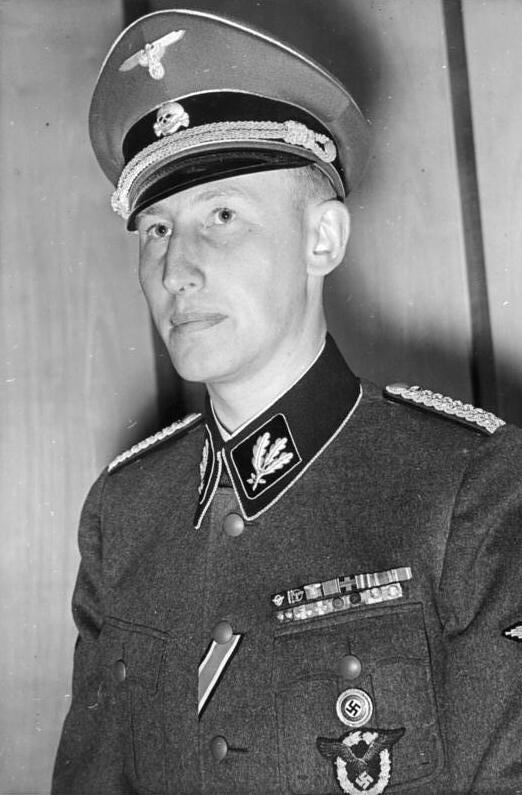
Der Chef des RSHA Reinhard Heydrich (1940)

Das Reichssicherheitshauptamt (RSHA) war eines von zwölf SS-Hauptämtern in der Zeit des Nationalsozialismus und während des Zweiten Weltkrieges die zentrale Behörde im Repressionsapparat der NS-Diktatur. Es wurde am 27. September 1939 von Heinrich Himmler, dem Reichsführer SS, durch die Zusammenlegung von Sicherheitspolizei (Sipo) und Sicherheitsdienst (SD) gegründet und hatte ca. 3000 Mitarbeiter. Leiter des RSHA war bis zu seinem Tod Reinhard Heydrich, später Ernst Kaltenbrunner.
Ein Großteil seiner Ämter und Amtsgruppen war über ganz Berlin verstreut untergebracht. Hauptsitz des RSHA mit den Büros von Heydrich und Kaltenbrunner war das Prinz-Albrecht-Palais in der Wilhelmstraße 101. In der Prinz-Albrecht-Straße 8 (heute: Niederkirchnerstraße in Berlin-Kreuzberg) befand sich die Zentrale der Gestapo. Das Gelände gehört zur 2004 entstandenen Gedenkstätte Topographie des Terrors.

## Geschichte

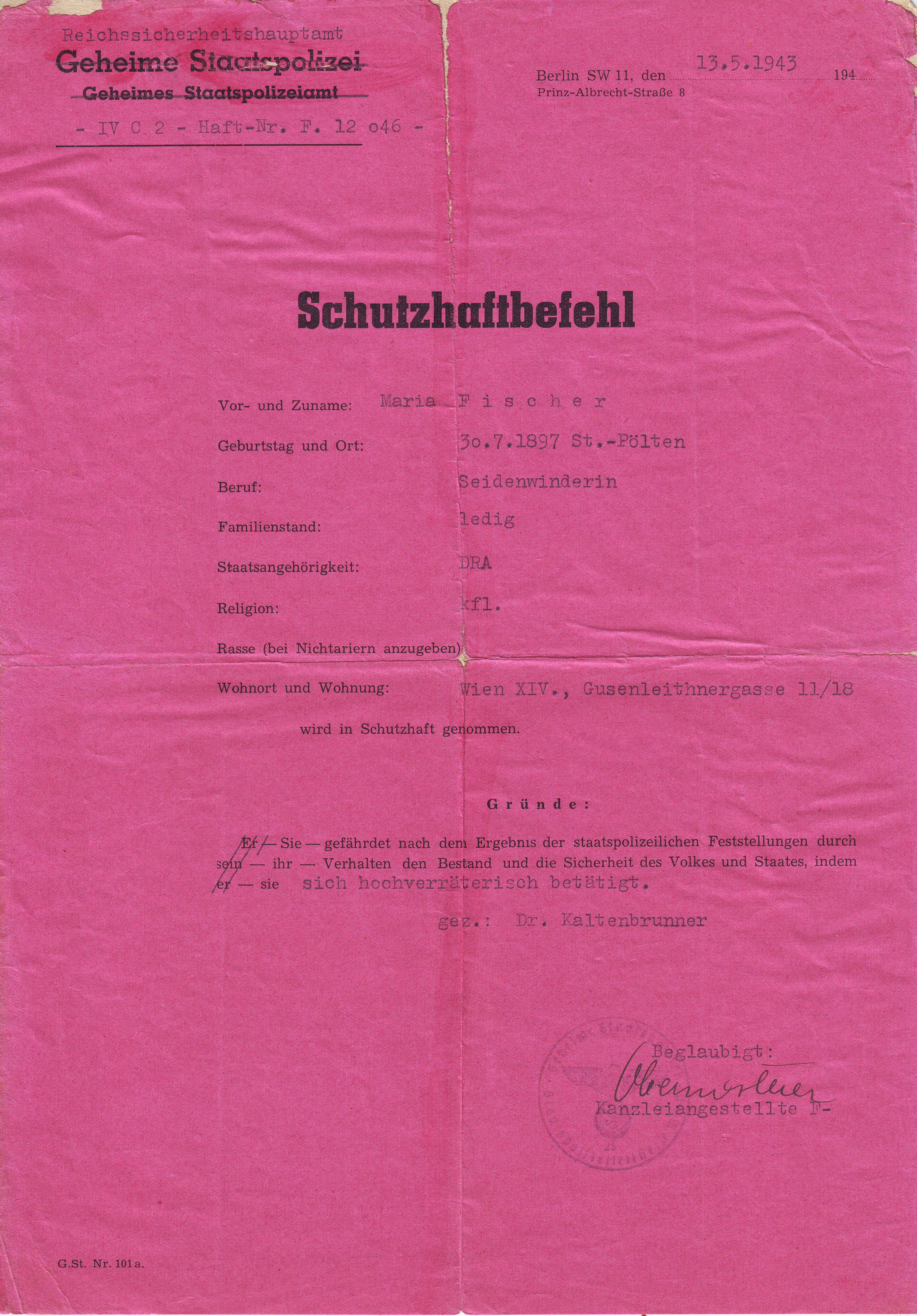
Schutzhaftbefehl des Reichssicherheitshauptamtes gegen Maria Fischer, unterschrieben mit „gez.: Dr. Kaltenbrunner“ (13. Mai 1943)

Mit der Gründung des Reichssicherheitshauptamtes (RSHA) erreichte die von Heinrich Himmler seit der Machtübernahme 1933 vorangetriebene und von Reinhard Heydrich gewollte Verselbstständigung des nationalsozialistischen Gewaltapparates eine neue Hochphase. Unmittelbar gebunden an die Vorbereitung des deutschen Überfalls auf Polen war Walter Schellenberg beauftragt worden, ein Konzept für eine im Kriegszustand die innere Staatssicherung gewährleistende Institution auszuarbeiten. Deren Zielstellung sollte darin bestehen, den einheitlichen Einsatz aller Kräfte gegen jegliche Störung und Zerstörung sicherzustellen. Dabei bestand die von Heydrich verfolgte Grundposition darin, keine Vermischung zwischen den Strukturen der Sicherheitspolizei, die die Kriminalpolizei und die Politische Polizei in sich vereinte, und dem Sicherheitsdienst der NSDAP zuzulassen.
Im Frühjahr 1939 lagen erste Eckpunkte der zukünftigen Institution vor. An den von Heydrich/Schellenberg ausgearbeiteten Eckpunkten und an der Besetzung der Führungspositionen entzündete sich jedoch Streit. Werner Best, der Stellvertreter von Heydrich, dem eine solche Ausarbeitung am ehesten zugestanden hätte, kritisierte zwei wesentliche Punkte der Ausarbeitung von Schellenberg scharf. Best stellte sich gegen die Eigenständigkeit der drei Grundformationen und forderte, dass der Sicherheitsdienst in der Sicherheitspolizei aufgehen müsse. Außerdem wandte er sich gegen die Position, die Ausbildung des Personals ausschließlich an der weltanschaulichen Haltung zum Nationalsozialismus festzumachen. Seine Forderung bestand in der Sicherstellung einer juristischen Grundqualifikation des Personals des RSHA.
Dieser Streit wurde auch öffentlich geführt und führte letztendlich zum Bruch zwischen Best und Heydrich, als am 27. September 1939 das Reichssicherheitshauptamt formal nach den Auffassungen Heydrichs installiert wurde. Chef des RSHA im Range eines SS-Obergruppenführers wurde Reinhard Heydrich. Nach dessen Tod am 4. Juni 1942 in Prag an den Folgen eines Attentats führte Heinrich Himmler als „Reichsführer SS und Chef der Deutschen Polizei“ zunächst kommissarisch das RSHA, bis am 30. Januar 1943 Ernst Kaltenbrunner neuer RSHA-Chef wurde. Schellenberg, ein enger Mitarbeiter Heydrichs, hatte vergeblich versucht, dessen Nachfolger zu werden. Nach dem Kriegsende wurde Kaltenbrunner im ersten Nürnberger Prozess gegen die Hauptkriegsverbrecher wegen seiner Kriegsverbrechen in dieser Funktion zum Tode verurteilt und hingerichtet.

## Aufgaben
Zielsetzung, Struktur und Aufgabenverteilung im Reichssicherheitshauptamt waren von Beginn an auf eine Organisation des Krieges ausgerichtet. In ihr wurden die bereits 1936 begonnenen Schwerpunkte neu zusammengefasst, Leitinstanzen des inneren Terrors konsequenter miteinander vernetzt und erstmals staatliche Institutionen wie die Kriminalpolizei und die Geheime Staatspolizei mit Parteiinstanzen der NSDAP zusammengefügt. Damit verbanden sich die polizeiliche und nachrichtendienstliche Aufklärung, ausgestattet mit der Exekutivgewalt, mit den Instrumentarien von Schutzhaft und Konzentrationslagern. Die Aufgabenbereiche des RSHA umfassten alle „sicherheitspolitischen und nachrichtendienstlichen Belange“, eigneten sich in zunehmender Weise die Kompetenzen der anderen nachrichtendienstlich arbeitenden Institutionen an. In der Endphase des „Dritten Reiches“ unternahmen sie Schritte, sich der Aufgaben der Außenpolitik zu bemächtigen.
Unter die Zuständigkeit des Amtes fielen die Durchsetzung der „Judenpolitik“, rassenbiologischer Ziele des NS-Systems genauso wie die Verhaftung und Isolierung von „politisch unzuverlässigen“ Personen. Ein Novum waren die dem RSHA unterstellten und vom Personal des Amtes geführten Einsatzgruppen der Sicherheitspolizei und des SD, die das Ziel verfolgten, in den besetzten Gebieten Führungsschichten zu eliminieren, unter dem Deckmantel der Bekämpfung „aller reichs- und deutschfeindlichen Elemente“, und dabei Massenmorde und Kriegsverbrechen begingen. Dies bedeutete vor allem in Polen und später in der Sowjetunion planmäßige Massaker an staatlichen und kulturellen Repräsentanten dieser Länder, auch an katholischen Priestern und kommunistischen Politoffizieren, sowie an Roma und vor allem an Juden. Gegen die jüdische Bevölkerung wurden nach Hasspropaganda bereits im Vorfeld gezielt Pogrome, Massenerschießungen und Massendeportationen in Gang gesetzt. In der Sowjetunion leitete das RSHA die sogenannten „Säuberungsaktionen“ gegen sowjetische Kommunisten und Juden. Über 500.000 Menschen fielen diesen Aktionen zum Opfer. Im „Judenreferat“ IV B 4 des RSHA organisierte SS-Obersturmbannführer Adolf Eichmann in Personifikation eines Schreibtischtäters und zugleich Praktikers die „Endlösung der Judenfrage“. Auch innenpolitisch verfügte das RSHA über umfassende Vollmachten. Es nutzte vor allem die willkürlich verordnete „Schutzhaft“ und die von ihr eingeführte sogenannte „kriminalistische Vorbeugungsarbeit“ zur Bekämpfung politischer wie „rassischer“ Gegner (Juden, „Zigeuner“). Die „Meldungen aus dem Reich“ lieferten detaillierte Berichte über die Stimmung der intensiv bespitzelten Bevölkerung. 1944 wurden große Teile des Amts Ausland/Abwehr im OKW dem RSHA eingegliedert und auf das neue Militärische Amt (Amt Mil), das Amt IV (Gestapo) und VI (Ausland) aufgeteilt.

## Das RSHA als „Institution neuen Typs“
Während in der wissenschaftlichen Diskussion das RSHA lange Zeit als eher locker zusammengeführtes Verwaltungsbüro faktisch getrennter Behörden (Sipo und SD) gesehen wurde, sehen neuere Untersuchungen in ihm ein die nationalsozialistische Herrschafts- und Vernichtungspraxis stark radikalisierendes Element.
Als „Institution neuen Typs“ verkörperte es die Verbindung von SS und Polizei zu einem die völkische Gesellschaftsauffassung des NS bewusst pflegenden und ausformenden Organ, das nicht in erster Linie Befehle nur ausführte, sondern diese eigenständig vorbereitete, formulierte und – vor allem in den Einsatzgruppen – auch selbst durchführte. Dabei konnte es diese Befehle und Zielvorgaben nach eigenen Vorstellungen in der Praxis noch erweitern und im Sinne des Nationalsozialismus radikalisieren.
Seine Führungsschicht – in der Eugen Kogon noch eine überdurchschnittliche Anzahl zweitklassiger oder gescheiterter Akademiker sah – bestand tatsächlich überproportional aus hochgebildeten Akademikern und Aufstiegsbeamten mit polizeilicher Fachausbildung, die sich aus eigenem Antrieb heraus in den Dienst der Sache stellten. Die Führungsschicht des RSHA entspricht insofern nicht der Vorstellung von blinden Befehlsempfängern, sondern rekrutierte sich aus Überzeugungstätern, die den Holocaust und die polizeiliche Herrschaftspraxis bewusst bejahten.
Anders als es die Formulierung „Schreibtischtäter“ unterstellt, waren die verantwortlichen Mitarbeiter des RSHA nicht nur verwaltend tätig, sondern durch häufige Abkommandierungen, Versetzungen und freiwillige Meldungen direkt am Holocaust beteiligt. Ihre am Schreibtisch entwickelten Arbeitsvorgaben wurden nicht allein von fernen Befehlsempfängern ausgeführt, sondern auch von ihnen selbst. Als Beispiel kann hier Otto Ohlendorf gelten, der einerseits das Amt III des RSHA in Berlin leitete, aber auch die Einsatzgruppe D in der Sowjetunion führte.

## Organisatorischer Aufbau
Zur Zeit seiner Gründung im September 1939 umfasste des Reichssicherheitshauptamt sechs Ämter die mit römischen Zahlen bezeichnet wurden. Während das Amt I (Organisation) alle zentrale Bereiche der Verwaltung, Organisation, des Personals, des Rechts sowie der Finanzierung beinhaltete, waren die Ämter II bis VI fachlicher Natur. Vor allem ihrer Herkunft nach deckten sie die sicherheitsrelevanten Bereiche nationalsozialistischer Herrschaft, der Gestapo, der Kriminalpolizei, des inneren und äußeren Nachrichtendienstes ab. Eine Ausnahme bildete lediglich das ursprüngliche Amt II (Gegnerforschung) und Auswertung. Es besaß anfangs keinen eigenen Unterbau in Form landesweit verteilter Einzelinstitutionen.
Infolge des Ausscheidens von Werner Best Anfang 1940 aus der Institution erfolgte eine nochmalige Strukturveränderung. Das bisherige Amt II rückte im Verwaltungsaufbau an das Ende und wurde nun mit Amt VII (Weltanschauliche Forschung und Auswertung) bezeichnet. Das bisherige Amt I wurde nochmals aufgeteilt. Während das Amt I die Bereiche Personal, Erziehung und Ausbildung sowie Disziplinar in sich vereinte, nahm das neue Amt II die Bereiche Verwaltung, Recht, Organisation und Haushalt auf. Ein erster Schritt zur Verbreiterung der Basis für die eigene Grundlagenforschung des Amt VII war, sich der „Verbindungsstelle Deutsche Bücherei – Leipzig“, die systematisch als Auskunftsinstrument ausgebaut wurde, zu versichern.
Mit Erlass Himmlers vom 27. September 1939 setzte sich das RSHA ab dem 1. Oktober 1939 wie folgt aus den bisherigen Hauptämtern Sipo und SD zusammen:
- Amt I (Organisation, Verwaltung, Recht): Werner Best
  - Amt Verwaltung und Recht des Hauptamtes Sipo
  - Amt I des Hauptamtes SD (ohne Referat I/3)
  - Abteilung I und IV des Gestapo

- Amt II (Gegnererforschung): Franz Six
  - Abteilung II/1 (Gegnererforschung) und I/3 des Hauptamtes SD

- Amt III (Deutsche Lebensgebiete – SD-Inland): Otto Ohlendorf
  - Abteilung II/3 (Deutsche Lebensgebiete) des Hauptamtes SD

- Amt IV (Gegnerbekämpfung – Gestapo): Heinrich Müller
  - Amt Politische Polizei des Hauptamtes Sipo
  - Abteilung II und III des Gestapo

- Amt V (Kriminalpolizei): Arthur Nebe
  - Reichskriminalpolizeiamt

- Amt VI (SD-Ausland): Heinz Jost
  - Amt III (Auslandsnachrichtendienst) Hauptamt SD

Im Laufe des Jahres 1940 konnte Müller Six auch den Bereich „Gegnerforschung“ entziehen. Die umfassende Zuständigkeit des Amtes I für Personal und Organisation sprengte bald dessen Kapazität, so dass eine Teilung in ein Amt I (Personal), ab Juni 1940 unter SS-Brigadeführer und Generalmajor der Polizei Bruno Streckenbach, und Amt II (Organisation), ab Sommer 1940 unter SS-Brigadeführer und Generalmajor der Polizei Hans Nockemann, erforderlich wurde. Das bisherige Amt II erhielt die neue Bezeichnung Amt VII (Weltanschauliche Forschung und Auswertung).

### Geschäftsverteilungsplan vom März 1941
Amtsleiter: Chef der Sicherheitspolizei und des SD SS-Obergruppenführer Reinhard Heydrich
- Amt I (Personal): Chef SS-Brigadeführer und Generalmajor der Polizei Bruno Streckenbach
  - I A (Personalabteilung): SS-Standartenführer und Oberregierungsrat Walter Blume, (ab 1. April 1943 SS-Obersturmbannführer und Oberregierungsrat Gustav vom Felde)
    - I A 1 (Allgemeine Personalangelegenheiten): SS-Sturmbannführer und Regierungsrat Robert Mohr
    - I A 2 (Personalien der Gestapo): SS-Sturmbannführer und Regierungsrat Karl Tent
    - I A 3 (Personalien der Kripo): SS-Sturmbannführer und Regierungsrat Georg Schraepel
    - I A 4 (Personalien des SD): SS-Sturmbannführer Fritz Braune
    - I A 5 (Partei- und SS-Personalien): unbesetzt
    - I A 6 (Fürsorge): SS-Obersturmbannführer und Oberregierungsrat Edmund Trinkl

  - I B (Erziehung, Ausbildung und Schulung) SS-Standartenführer Erwin Schulz
    - I B 1 (Weltanschauliche Erziehung): SS-Sturmbannführer Friedrich Engel
    - I B 2 (Nachwuchs): SS-Sturmbannführer Rudolf Hotzel
    - I B 3 (Lehrplangestaltung der Schulen): Regierungsrat Martin Sandberger
    - I B 4 (Sonstige Lehrpläne): SS-Obersturmbannführer, Regierungs- und Kriminalrat Heinz Rennau
    - Zur Gruppe I B gehörig:
      - Führerschule der Sicherheitspolizei in Berlin-Charlottenburg
      - Grenzpolizeischule in Pretzsch
      - Schule für Funker und Fernschreiber in Fulda
      - Reichsschule der Sicherheitspolizei und des SD in Prag

  - I C (Leibesübungen): SS-Standartenführer und Oberregierungsrat Herbert Edler von Daniels
    - I C 1 (Allgemeine Angelegenheiten der Leibesübungen): unbesetzt
    - I C 2 (Körperschulung und militärische Ausbildung): unbesetzt

  - I D (Strafsachen): wahrgenommen von SS-Brigadeführer und Generalmajor der Polizei Bruno Streckenbach
    - I D 1 (Dienststrafsachen): SS-Sturmbannführer und Regierungsrat Schulz
    - I D 2 (SS-Disziplinarsachen): SS-Sturmbannführer Walter Haensch

- Amt II (Organisation, Verwaltung und Recht): Chef SS-Standartenführer und Oberst der Polizei Hans Nockemann (ab 19. November 1942 SS-Obersturmbannführer Rudolf Siegert, ab 1943 SS-Standartenführer Kurt Prietzel, ab 1. März 1944 SS-Standartenführer Josef Spacil)
  - II A (Organisation und Recht): SS-Sturmbannführer und Oberregierungsrat Rudolf Bilfinger
    - II A 1 (Organisation der Sipo und des SD): SS-Hauptsturmführer und Regierungsassessor Alfred Schweder
    - II A 2 (Gesetzgebung): SS-Sturmbannführer und Regierungsrat Kurt Neifeind
    - II A 3 (Justizangelegenheiten, Schadensersatzansprüche): SS-Sturmbannführer und Regierungsrat Friedrich Suhr (Nachfolger von SS-Sturmbannführer Paul Mylius)
    - II A 4 (Reichsverteidigungsangelegenheiten): SS-Sturmbannführer und Regierungsrat Walter Renken
    - II A 5 (Verschiedenes: Feststellung der Volks- und Staatsfeindlichkeit, Vermögenseinziehung, Aberkennung der Staatsangehörigkeit): SS-Sturmbannführer und Regierungsrat Heinz Richter

  - II B (Grundsatzfragen des Paßwesens und der Ausländerpolizei): Ministerialrat Johannes Krause
    - II B 1 (Paßwesen I): Regierungsrat Max Hoffmann, Regierungsrat Baumann
    - II B 2 (Paßwesen II): Regierungsrat Karl Richard Weintz
    - II B 3 (Ausweiswesen und Kennkarten): Regierungsrat Rolf Kelbling
    - II B 4 (Grundsatzfragen für Ausländerpolizei und Grenzsicherung): Oberregierungsrat Rudolf Kröning

  - II C a (Haushalt und Wirtschaft der Sipo): SS-Standartenführer und Ministerialrat Rudolf Siegert
    - II C 1 (Haushalt und Besoldung): SS-Standartenführer und Ministerialrat Rudolf Siegert
    - II C 2 (Versorgung und sächliche Kosten): SS-Sturmbannführer und Regierungsrat Arnold Kreklow
    - II C 3 (Unterkunft und Gefangenenwesen): SS-Sturmbannführer und Regierungsrat Rudolf Bergmann (neben den Polizeigefängnissen auch zuständig für die Arbeitserziehungslager)
    - II C 4 (Wirtschaftsstelle): SS-Sturmbannführer und Amtsrat Josef Meier

  - II C b (Haushalt und Wirtschaft des SD): nicht besetzt, Vertreter SS-Obersturmbannführer Carl Brocke
    - II C 7 (Haushalt und Besoldung des SD): SS-Hauptsturmführer Oskar Radtke
    - II C 8 (Beschaffung, Versicherung, Verträge, Liegenschaftswesen, Bauwesen und Kraftfahrwesen): SS-Sturmbannführer Schmidt
    - II C 9 (Prüfung und Revision): SS-Sturmbannführer Arthur Wettich

  - II D (Technische Angelegenheiten): SS-Obersturmbannführer Walter Rauff
    - II D 1 (Funk-, Foto- und Filmwesen) SS-Sturmbannführer und Polizeirat Reiner Gottstein
    - II D 2 (Fernschreib- und Fernsprechwesen): SS-Sturmbannführer und Polizeirat Walter
    - II D 3 a (Kraftfahrwesen der Sipo): SS-Hauptsturmführer und Hauptmann der Schutzpolizei Friedrich Pradel (Mitarbeiter vom Oktober 1941 bis September 1942 August Becker als Inspekteur für die im Osten eingesetzten Gaswagen)
    - II D 3 b (Kraftfahrwesen des SD): SS-Hauptsturmführer Willi Gast, SS-Untersturmführer Heinrich
    - II D 4 (Waffenwesen): SS-Sturmbannführer und Polizeirat Erich Lutter
    - II D 5 (Flugwesen): SS-Sturmbannführer und Major der Schutzpolizei Georg Leopold
    - II D 6 (Bewirtschaftung der technischen Fonds der Sipo und des SD): Polizeirat Adolf Kempf

- Amt III (Deutsche Lebensgebiete – SD-Inland): Chef SS-Standartenführer Otto Ohlendorf
  - III A (Fragen der Rechtsordnung und des Reichsaufbaus): SS-Sturmbannführer Karl Gengenbach, ab Ende 1941 SS-Sturmbannführer Wolfgang Reinholz
    - III A 1 (Allgemeine Fragen der Lebensgebietsarbeit): SS-Hauptsturmführer Justus Beyer
    - III A 2 (Rechtsleben): SS-Hauptsturmführer und Regierungsrat Heinrich Malz
    - III A 3 (Verfassung und Verwaltung): durch Gruppenleiter betreut, ab 1944 Erhard Mäding
    - III A 4 (Allgemeines Volksleben): unbesetzt

  - III B (Volkstum): SS-Obersturmbannführer Hans Ehlich, ab Oktober 1942 Herbert Strickner
    - III B 1 (Volkstumsarbeit): SS-Hauptsturmführer Heinz Hummitzsch
    - III B 2 (Minderheiten): zur Zeit unbesetzt
    - III B 3 (Rasse und Volksgesundheit): SS-Hauptsturmführer Schneider, Mitarbeiter ab August 1942: Carl-Heinz Rodenberg
    - III B 4 (Einwanderung und Umsiedlung): SS-Sturmbannführer und Regierungsrat Bruno Müller
    - III B 5 (Besetzte Gebiete): SS-Sturmbannführer Eberhard Freiherr von und zu Steinfurth

  - III C (Kultur): SS-Sturmbannführer Wilhelm Spengler
    - III C 1 (Wissenschaft): SS-Hauptsturmführer Ernst Turowski
    - III C 2 (Erziehung und religiöses Leben): SS-Hauptsturmführer Heinrich Seibert, ab Mitte 1942 SS-Hauptsturmführer Rudolf Böhmer
    - III C 3 (Volkskultur und Kunst): SS-Hauptsturmführer Hans Rößner
    - III C 4 (Presse, Schrifttum und Rundfunk): SS-Hauptsturmführer Walter von Kielpinski

  - III D (Wirtschaft): zur Zeit unbesetzt, Vertreter SS-Sturmbannführer Willi Seibert
    - III D 1 (Ernährungswirtschaft): zur Zeit unbesetzt
    - III D 2 (Handel, Handwerk und Verkehr): SS-Sturmbannführer Heinz Kröger
    - III D 3 (Industrie und Energiewirtschaft): zur Zeit unbesetzt
    - III D 4 (Arbeits- und Sozialwesen): SS-Sturmbannführer Hans Leetsch

- Amt IV (Gegner-Erforschung und -Bekämpfung – Geheimes Staatspolizeiamt) SS-Brigadeführer und Generalmajor der Polizei Heinrich Müller (Vertreter: SS-Oberführer und Oberst der Polizei Wilhelm/Willi Krichbaum)
  - IV A (Opposition): SS-Obersturmbannführer und Oberregierungsrat Friedrich Panzinger,
    - IV A 1 (Kommunismus, Marxismus und Nebenorganisationen, Kriegsdelikte, illegale und Feindpropaganda): SS-Sturmbannführer und Kriminaldirektor Josef Vogt, ab August 1941 SS-Hauptsturmführer Günther Knobloch als Sachbearbeiter für die „Ereignismeldungen der Einsatzgruppen der Sicherheitspolizei und des SD in der UdSSR“
    - IV A 2 (Sabotageabwehr, Sabotagebekämpfung, Politisch-polizeiliche Abwehrbeauftragte, Politisches Fälschungswesen): SS-Hauptsturmführer und Kriminalkommissar Horst Kopkow (1939 SS-Obersturmführer Bruno Sattler, ab Sommer 1940 SS-Sturmbannführer Kurt Geißler)
    - IV A 3 (Reaktion, Opposition, Legitimismus, Liberalismus, Emigranten, Heimtücke-Angelegenheiten – soweit nicht IV A 1): SS-Sturmbannführer und Kriminaldirektor Willy Litzenberg
    - IV A 4 (Schutzdienst, Attentatsmeldung, Überwachungen, Sonderaufträge, Fahndungstrupp): SS-Sturmbannführer und Kriminaldirektor Franz Schulz

  - IV B: (Weltanschauliche Gegner): SS-Sturmbannführer Albert Hartl
    - IV B 1 (Politischer Katholizismus): SS-Sturmbannführer und Regierungsrat Erich Roth
    - IV B 2 (Politischer Protestantismus, Sekten): SS-Sturmbannführer und Regierungsrat Erich Roth
    - IV B 3 (Sonstige Kirchen, Freimaurerei): zur Zeit unbesetzt, ab Dezember 1942 Otto-Wilhelm Wandesleben
    - IV B 4 (Judenangelegenheiten, Räumungsangelegenheiten): SS-Sturmbannführer Adolf Eichmann

  - IV C (Karteiwesen): SS-Obersturmbannführer und Oberregierungsrat Fritz Rang
    - IV C 1 (Auswertung, Hauptkartei, Personenaktenverwaltung, Auskunftstelle, A-Kartei, Ausländerüberwachung, Zentrale Sichtvermerkstelle): Polizeirat Paul Matzke
    - IV C 2 (Schutzhaftangelegenheiten): SS-Sturmbannführer, Regierungs- und Kriminalrat Emil Berndorff
    - IV C 3 (Angelegenheiten der Presse und des Schrifttums): SS-Sturmbannführer und Regierungsrat Ernst Jahr
    - IV C 4 (Angelegenheiten der Partei und ihrer Gliederungen): SS-Sturmbannführer und Kriminalrat Kurt Stage

  - IV D (Besetzte Gebiete): SS-Obersturmbannführer Ernst Weinmann
    - IV D 1 (Protektoratsangelegenheiten, Tschechen im Reich): Gustav Jonak, ab September 1942 SS-Sturmbannführer Bruno Lettow, ab November 1943 SS-Obersturmbannführer Kurt Lischka
    - IV D 2 (Gouvernementsangelegenheiten, Polen im Reich): Regierungsrat Karl Thiemann, ab Juli 1941 SS-Obersturmbannführer und Oberregierungsrat Joachim Deumling, ab Juli 1943 SS-Sturmbannführer und Regierungsrat Harro Thomsen
    - IV D 3 (Vertrauensstellen, Staatsfeindliche Ausländer): SS-Hauptsturmführer und Kriminalrat Erich Schröder, ab Sommer 1941 SS-Sturmbannführer Kurt Geißler
    - IV D 4 (Besetzte Gebiete: Frankreich, Luxemburg, Elsass und Lothringen, Belgien, Holland, Norwegen, Dänemark): SS-Sturmbannführer und Regierungsrat Bernhard Baatz

  - IV E (Abwehr): SS-Sturmbannführer und Regierungsrat Walter Schellenberg; ab Juli 1941 SS-Sturmbannführer Walter Huppenkothen
    - IV E 1 (Allgemeine Abwehrangelegenheiten, Erstattung von Gutachten in Hoch- und Landesverratssachen, Werkschutz und Bewachungsgewerbe): SS-Hauptsturmführer und Kriminalkommissar Kurt Lindow
    - IV E 2 (Allgemeine Wirtschaftsangelegenheiten, Wirtschaftsspionageabwehr): Regierungsamtmann Sebastian
    - IV E 3 (Abwehr West): SS-Hauptsturmführer und Kriminalrat Herbert Fischer
    - IV E 4 (Abwehr Nord): Kriminaldirektor Ernst Schambacher
    - IV E 5 (Abwehr Ost): SS-Sturmbannführer und Kriminaldirektor Walter Kubitzky
    - IV E 6 (Abwehr Süd): SS-Hauptsturmführer und Kriminalrat Wilhelm-Heinrich Schmitz

  - IV P (Verkehr mit ausländischen Polizeien) Kriminalrat Alwin Wipper (ab August 1941)

- Amt V (Verbrechensbekämpfung – Reichskriminalpolizeiamt) Chef SS-Brigadeführer und Generalmajor der Polizei Arthur Nebe, ab 15. August 1944 SS-Obersturmbannführer und Oberregierungsrat Friedrich Panzinger
  - V A (Kriminalpolitik und Vorbeugung): SS-Standartenführer Paul Werner
    - V A 1 (Rechtsfragen, internationale Zusammenarbeit und Kriminalforschung): Regierungs- und Kriminalrat Franz Wächter, später SS-Sturmbannführer und Regierungs- und Kriminalrat Josef Menke
    - V A 2 (Vorbeugung): SS-Sturmbannführer und Regierungsrat Friedrich Riese
    - V A 3 (Weibliche Kriminalpolizei): Regierungs- und Kriminalrat Friedrike Wieking

  - V B (Einsatz): Regierungs- und Kriminalrat Georg Galzow
    - V B 1 (Kapitalverbrechen): Regierungs- und Kriminalrat Hans Lobbes
    - V B 2 (Betrug): Kriminaldirektor Ernst Rassow
    - V B 3 (Sittlichkeitsverbrechen): Kriminaldirektor Gerhard Nauck

  - V C (Erkennungsdienst und Fahndung): Oberregierungs- und Kriminalrat Wolfgang Berger
    - V C 1 (Reichserkennungsdienstzentrale): SS-Sturmbannführer und Kriminaldirektor Hellmuth Müller
    - V C 2 (Fahndung): Kriminaldirektor Karl Baum

  - V D (Kriminaltechnisches Institut der Sicherheitspolizei): SS-Obersturmbannführer und Oberregierungs- und Kriminalrat Walter Heeß
    - V D 1 (Spuren- und Personenidentifikation): SS-Hauptsturmführer und Kriminalrat Walter Schade
    - V D 2 (Chemie und Biologie): SS-Untersturmführer Albert Widmann
    - V D 3 (Urkundenprüfung): Kriminalrat Felix Wittlich

- Amt VI (Ausland – SD-Ausland): SS-Brigadeführer und Generalmajor der Polizei Heinz Jost, ab 1942 SS-Brigadeführer und Generalmajor der Polizei Walter Schellenberg
  - VI A (Allgemeine auslandsnachrichtendienstliche Aufgaben mit sieben Referaten): SS-Obersturmbannführer Alfred Filbert, ab Juli 1941 Walter Schellenberg, ab Januar 1944 SS-Standartenführer Martin Sandberger
    - Beauftragter des Amtes VI für die Nachprüfung aller nachrichtendienstlichen Verbindungen einschließlich der Sicherung der Verbindungs- und Kurierwege und des Einsatzes der nachrichtendienstlichen Mittel des Amtes VI im In- und Ausland: verantwortlich Gruppenleiter VI A
    - Beauftragter des Amtes VI für die Überprüfung und Sicherung der den SD-(Leit)Abschnitten gestellten Auslandsaufgaben: unbesetzt
    - Beauftragter I (West) für die SD-(Leit)Abschnitte Münster, Aachen, Bielefeld, Dortmund, Köln, Düsseldorf, Koblenz, Kassel, Frankfurt/M., Darmstadt, Neustadt, Karlsruhe, Stuttgart: SS-Obersturmbannführer Heinrich Bernhard
    - Beauftragter II (Nord) für die SD-(Leit)Abschnitte Bremen, Braunschweig, Lüneburg, Hamburg, Kiel, Schwerin, Stettin, Neustettin: SS-Obersturmbannführer Hermann Lehmann
    - Beauftragter III (Ost) für die SD-(Leit)Abschnitte Danzig, Königsberg, Allenstein, Tilsit, Thorn, Posen, Hohensalza, Litzmannstadt, Breslau, Liegnitz, Oppeln, Kattowitz, Troppau, Generalgouvernement: SS-Sturmbannführer Karl von Salisch
    - Beauftragter IV (Süd) für die SD-(Leit)Abschnitte Wien, Graz, Innsbruck, Klagenfurt, Linz, Salzburg, München, Augsburg, Bayreuth, Nürnberg, Würzburg, Prag: SS-Sturmbannführer Hermann Lapper
    - Beauftragter V (Mitte) für die SD-(Leit)Abschnitte Berlin, Potsdam, Frankfurt/O., Dresden, Halle, Leipzig, Chemnitz, Dessau, Weimar, Magdeburg, Reichenberg, Karlsbad: SS-Obersturmbannführer Karl Thiemann

  - VI B (Deutsch-italienisches Einflussgebiet in Europa, Afrika und dem Nahen Osten mit zehn Referaten, im Plan nicht aufgeführt): zurzeit nicht besetzt, ab 1943 SS-Standartenführer Eugen Steimle
  - VI C (Osten, Russisch-japanisches Einflussgebiet mit elf Referaten, im Plan nicht aufgeführt): vakant, ab April 1941 SS-Obersturmbannführer und Oberregierungsrat Heinz Gräfe, ab März 1944 SS-Sturmbannführer Erich Hengelhaupt.
    - VI C 13: „Forschungsstelle Orient“ Berlin; seit Sept. 1944 an der Univ. Tübingen (hier genannt „Außenstelle VI G 11“); Mitarb. Walter Lorch, ein Geograph; Otto Rössler[10]
    - VI C/Z (1942/43): SS-Obersturmbannführer Rudolf Oebsger-Röder

  - VI D (Westen, Englisch-amerikanisches Einflussgebiet mit neun Referaten, im Plan nicht aufgeführt): nicht besetzt, ab September 1942 SS-Sturmbannführer Theodor Paeffgen
  - VI E (Erkundung weltanschaulicher Gegner im Ausland mit sechs Referaten, im Plan nicht aufgeführt): SS-Obersturmbannführer Helmut Knochen, ab Juni 1942 SS-Obersturmbannführer Walter Hammer
  - VI F (Techn. Hilfsmittel für den Nachrichtendienst im Ausland mit sieben Referaten, im Plan nicht aufgeführt): SS-Obersturmbannführer Walter Rauff
  - VI G: „Dienststelle Dr. Wilfried Krallert“ (ab 1943, wissenschaftlich methodischer Nachrichtendienst und Volkstumspolitik, im Plan nicht aufgeführt): SS-Hauptsturmführer Wilfried Krallert. Name im Umgang mit Institutionen, die „RSHA“ evtl. störte: Reichsstiftung für Länderkunde.[11]
  - VI S (ab 1943, Schulung, Widerstandsbekämpfung, im Plan nicht aufgeführt): SS-Hauptsturmführer Otto Skorzeny

- Amt VII (Weltanschauliche Forschung und Auswertung – SD-Ausland) Chef SS-Standartenführer Franz Six, (Vertreter: April 1941 bis 18. November 1943 SS-Obersturmbannführer und Oberregierungsrat Paul Mylius), Chef ab Ende 1943 SS-Obersturmbannführer Paul Dittel
  - VII A (Materialerfassung): SS-Obersturmbannführer und Oberregierungsrat Paul Mylius
    - VII A 1 (Bibliothek): SS-Hauptsturmführer Waldemar Beyer
    - VII A 2 (Berichterstattung, Übersetzungsdienst, Sichtung und Verwertung von Pressematerial): SS-Hauptsturmführer Helmut Mehringer
    - VII A 3 (Auskunftei und Verbindungsstelle): SS-Hauptsturmführer Karl Burmester

  - VII B (Auswertung): zur Zeit unbesetzt
    - VII B 1 (Freimaurerei und Judentum): zur Zeit unbesetzt
    - VII B 2 (Politische Kirchen): SS-Hauptsturmführer Friedrich Murawski
    - VII B 3 (Marxismus): SS-Untersturmführer Horst Mahnke, Vorauskommando Moskau der Einsatzgruppe B
    - VII B 4 (Andere Gegnergruppen): SS-Obersturmbannführer Rolf Mühler
    - VII B 5 (Wissenschaftliche Einzeluntersuchungen zu Inlandsproblemen): SS-Hauptsturmführer Hans Schick
    - VII B 6 (Wissenschaftliche Einzeluntersuchungen zu Auslandsproblemen): zur Zeit unbesetzt

  - VII C (Archiv, Museum und wissenschaftliche Sonderaufträge): zur Zeit unbesetzt
    - VII C 1 (Archiv): SS-Hauptsturmführer Paul Dittel
    - VII C 2 (Museum): Hans Richter
    - VII C 3 (Wissenschaftliche Sonderaufträge): SS-Obersturmbannführer Rudolf Levin

### Veränderungen im Laufe des Krieges
1942 konnte sich Reinhard Heydrich gegenüber dem Chef des Hauptamtes Ordnungspolizei (HA Orpo), Kurt Daluege, im Kampf um weitere Zuständigkeiten für das RSHA durchsetzen. So gingen die Zuständigkeiten der Abteilung II des HA Orpo, also für das Passwesen, die Ausländerpolizei, das Meldewesen, Wehrersatzwesen, Staatsangehörigkeitswesen und Auswanderungswesen sowie der Abteilung V mit dem Polizeiverwaltungsrecht, Polizeistrafrecht, Waffenwesen und die Gesundheitspolizei an das RSHA über.
In der Fortdauer des Krieges gewannen die Referate der Gestapo für die besetzten Gebiete immer größere Bedeutung. In einer erneuten Umorganisation des RSHA im März 1944 wurden so drei Hauptgruppen gebildet, die in folgende Abteilungen gegliedert waren:
- IV A (Fachreferate)
  - IV A 1 (Links- und Rechtsopposition): SS-Oberführer Friedrich Panzinger
  - IV A 2 (Sabotageabwehr): SS-Sturmbannführer und Kriminalrat Horst Kopkow
  - IV A 3 (Spionageabwehr): SS-Obersturmbannführer und Oberregierungsrat Walter Huppenkothen
  - IV A 4 (Weltanschauliche Gegner-Konfessionen/Juden): SS-Obersturmbannführer Adolf Eichmann
  - IV A 5 (Sonderaufträge): SS-Standartenführer Rudolf Mildner
  - IV A 6 (Kartei, Schutzdienst): Emil Berndorff
- IV B (Länderreferate)
  - IV B 1 (West- und Nordgebiete): SS-Standartenführer Humbert Achamer-Pifrader
  - IV B 2 (Ost- und Südostgebiete): SS-Obersturmbannführer Kurt Lischka
  - IV B 3 (Südgebiete): SS-Standartenführer und Kriminaldirektor Fritz Rang
  - IV B 4 (Paß- und Ausweiswesen): Ministerialrat Johannes Krause
  - IV B a A (Grundsatzfragen des Einsatzes ausländischer Arbeiter)
- IV G (Zollgrenzschutz, Grenzinspektion)

Das Militärische Amt (Amt Mil, auch Amt M) entstand im Mai 1944 aus der Zusammenlegung der Abteilungen Z (Zentralabteilung), Abwehr I (Spionage) und Abwehr II (Sabotage und Zersetzung der Wehrkraft im Feindesland) des aufgelösten Amts Ausland/Abwehr. Nach dem Attentat vom 20. Juli 1944, an dem Amtschef Georg Alexander Hansen beteiligt war, wurde das Amt Walter Schellenberg unterstellt. Es war in acht Abteilungen gegliedert, die zuletzt von folgenden Chefs geleitet wurden:
- Mil A (Zentralabteilung): SS-Standartenführer Martin Sandberger
- Mil B (Sichtung und Beschaffung West): SS-Standartenführer Eugen Steimle
- Mil C (Sichtung und Beschaffung Ost): Oberstleutnant Werner Ohletz
- Mil D (Sabotage und Zersetzung der Wehrkraft im Feindesland): SS-Obersturmbannführer Otto Skorzeny
- Mil E (Geheimer Funkmeldedienst): Oberstleutnant Böning
- Mil F (Frontaufklärung): Oberst i. G. Georg Buntrock
- Mil G (Technische Abwehrmittel): ?
- Mil i (Feindtäuschung): ?

Der Abteilung Mil D war das Lehr-Regiment Kurfürst unterstellt. Zu den unter Führung der Abteilung aufgestellten Verbänden gehörte auch das Luftlandebataillon Dallwitz.

## Das Archiv (Konzentrationslagerpapiere)
Das Archiv des Reichssicherheitshauptamtes wurde aus Berlin am 23. Juli 1943 in das KZ Theresienstadt aus Gründen des Luftschutzes verlagert. Dort wurden dafür die Sudetenkaserne und die Bodenbacher Kaserne (NS-Namen), das Zeughaus und zwei weitere Häuser des Konzentrationslagers in der besetzten Tschechoslowakei geräumt.
Mit dem Archiv kamen ca. 200 Berliner Beamte und ihre Familien. Die Inanspruchnahme dieser Gebäude für die Unterbringung des reichsweiten KZ-Archivs verschärfte die Raumsituation der dortigen KZ-Häftlinge weiter. Das Archiv war die Abteilung IV A 6a (Konzentrationslagerpapiere) des RSHA. Die Tore E I der ehemaligen Festung Theresienstadt wurden verschlossen und von tschechischen Gendarmen und Mitgliedern des Ordnungsdienstes der sog. Ghettowache bewacht. Das Archiv wurde im Frühjahr 1945 vernichtet.